# Maurizio Ascoli
Maurizio Ascoli (Trieste, 14 luglio 1876 – Palermo, 4 agosto 1958) è stato un medico italiano.

## Biografia
Dopo essersi laureato nel 1899 in Medicina e Chirurgia all'Università degli Studi di Torino, decise di svolgere gli studi specialistici in Germania. Al termine di questi, rientrato in Italia, gli fu concessa la libera docenza di Patologia speciale medica nel 1904, e insegnò presso l'Università degli Studi di Pavia tra il 1907 e il 1910.
Successivamente fu nominato direttore dell'Istituto di patologia medica (nel 1920) dell'Università degli Studi di Catania e in seguito dell'Istituto di clinica medica (nel 1929) dell'Università degli studi di Palermo.
A causa della promulgazione delle leggi razziali venne allontanato dalla sua carica nel 1938 (lavorò in quegli anni alla Clinica privata Noto-Pasqualino) per essere poi reintegrato dagli alleati alla caduta del regime nel 1943.
Ideò, con la collaborazione di Vincenzo Mutolo, lo pneumotorace ipotensivo e quello bilaterale simultaneo per la cura della tubercolosi. Associò ai comuni preparati contro la malaria anche adrenalina per via parenterale, per sfruttarne gli effetti costrittori sulla milza (splenocontrazione di Ascoli).
Fondò l'Ospedale oncologico di Palermo, poi intitolato a suo nome, come centro per la prevenzione e la cura dei tumori, oggi l'interno dell'Azienda ospedaliera Civico e Benfratelli. Gli è intitolata anche l'aula magna dell'AOU Policlinico "Paolo Giaccone" dell'Università degli Studi di Palermo.